# Station Wrocław Wojszyce
Station Wrocław Wojszyce is een spoorwegstation in de Poolse plaats Wrocław.